# Drebsdorf
Drebsdorf là một đô thị thuộc huyện Mansfeld-Südharz, Sachsen-Anhalt, Đức. Đô thị Drebsdorf có diện tích 4,29 km², dân số thời điểm ngày 31 tháng 12 năm 2006 là 108 người.